# Dominique Ohaco
Dominique Fabiola Ohaco Gallyaz (Las Condes, 19 dicembre 1995) è una sciatrice freestyle cilena.

## Biografia
Ha rappresentato il Cile a tre edizioni consecutive dei Giochi olimpici invernali: Soči 2014, in cui si è classificata 13ª nello slopestyle, Pyeongchang 2018, in cui si è classificata 20ª nello slopestyle, e Pechino 2022, in cui si è classificata 22ª nello slopestyle. Ha sfilato come alfiere alla cerimonia di apertura delle edizioni russa e cinese.